# Cary Grant
Pour les articles homonymes, voir Grant et Leach.
Archibald Leach, dit Cary Grant, est un acteur anglo-américain, né le 18 janvier 1904 à Horfield (en) (Bristol) et mort le 29 novembre 1986 à Davenport (Iowa). Il a été naturalisé citoyen des États-Unis le 26 juin 1942.
Après une adolescence troublée, ce bricoleur habile, de grande taille et qui a la particularité d'avoir un menton dit « en fesses d'ange », devient chanteur dans les comédies musicales de Broadway à New York. Son accent britannique, mi-aristocratique mi-représentant de commerce, fait de lui un spécialiste du genre dit « loufoque » (screwball comedy). Charmant mais peu stable, il se marie cinq fois. Il tourne dans plusieurs films d'Alfred Hitchcock qui, bien connu pour ne pas aimer les acteurs, dit de lui « qu'il était le seul acteur qu'il ait jamais aimé de toute sa vie ».[réf. nécessaire]
Ian Fleming se serait inspiré de son pouvoir de séduction et de son apparence soignée pour créer le personnage de James Bond. Grant reçoit cinq nominations pour le Golden Globe du meilleur acteur et un Oscar d'honneur à la 42e cérémonie des Oscars, en 1970. L'American Film Institute l'a classé deuxième acteur de légende du cinéma américain.

## Biographie

### Enfance et débuts

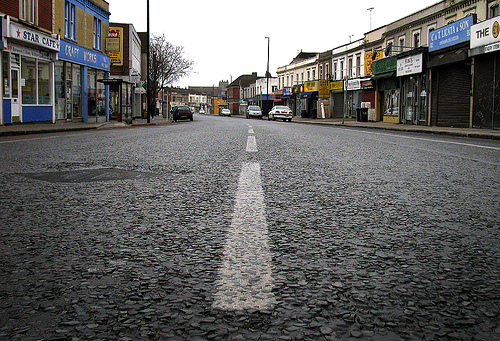
Une rue à Horfield, faubourg de Bristol.

Archibald Alexander Leach naît le 18 janvier 1904 au 15 de la rue Hughenden à Horfield (en), faubourg du nord de Bristol, en Angleterre. Il est le second fils d'un couple d'anglicans, Elias James Leach (1873-1935), travaillant comme préposé au repassage dans une usine de confection, et Elsie Maria Leach (née Kingdon, 1877-1973), couturière. Des biographes soutiennent qu'il s'est probablement considéré comme d'ascendance juive ; il fait plus tard des dons à la création de l'État d'Israël « au nom de sa mère juive » ou à des œuvres juives,,.
Le couple Leach a un premier enfant, John William Elias Leach (né le 9 février 1899, mort le 7 février 1900) qui souffrait d'une méningite tuberculeuse. Sa mère Elsie le veille régulièrement mais, en janvier 1900, une porte se referme sur l'ongle de son fils alors qu'elle le tient dans ses bras, et au bout d'une semaine, une gangrène se développe. Le soignant jour et nuit, elle cède au médecin qui lui conseille d'aller se reposer un peu, mais le nourrisson meurt cette nuit-là deux jours avant son premier anniversaire. Convaincue d'être responsable de la mort de son fils, Elsie Leach ne s'en remet pas et reporte toute son attention sur Archibald, né quatre ans après la mort de son frère ; Archibald va grandir avec ce poids du remplaçant venant réparer le préjudice de la perte de son aîné. Rêvant pour lui d'un grand destin et d'en faire un gentleman, sa mère lui apprend le chant et la danse dès l'âge de 4 ans et tient à ce qu'il prenne également des cours de piano. Elle l'emmène occasionnellement au cinéma où il peut apprécier très jeune les prestations des vedettes de l'époque comme Charlie Chaplin, Chester Conklin, Fatty Arbuckle, Ford Sterling, Mack Swain ou Broncho Billy Anderson. Mère surprotectrice, craignant constamment de le perdre comme le premier, elle lui donne une éducation sévère et sans affection, allant jusqu’à le frapper lorsqu'il se tient mal à table,.
À 4 ans et demi, Archibald Leach fréquente l'école primaire de Bishop Road puis la Fairfield Grammar School. Il vit une enfance traumatisante, malheureuse et agitée, avec un père alcoolique et une mère souffrant de dépression chronique depuis le drame de 1900, qui forment un couple ne s’entendant pas et manquant d'argent. Elias fait placer son épouse dans un hôpital psychiatrique lorsqu'Archie a 9 ans, mais il explique à son fils qu'elle est partie pour de longues vacances. L'enfant croit alors que sa mère a quitté la famille et l'a abandonné, il en garde une grande méfiance envers les femmes. Plus tard, son père lui annonce qu'elle est morte d'une crise cardiaque. En 1915, celui-ci, qui a trouvé un meilleur travail à Southampton, part y fonder une nouvelle famille avec sa seconde épouse et abandonne Archibald à sa grand-mère paternelle chez laquelle père et fils s'étaient installés à Bristol après le « départ » d'Elsie. Souvent livré à lui-même dans une maison glaciale, le jeune Archibald doit souvent se débrouiller seul.
Auparavant, son père l'emmenait aux spectacles de pantomime à Noël, qu'il aimait. Son père parti, il se lie d'amitié avec une troupe de danseurs acrobates connue sous le nom de « The Penders » ou celui de « Bob Pender Stage Troupe ». Il apprend alors à marcher sur les mains ou avec des échasses et commence à participer à leurs tournées. L'un des pionniers d'Hollywood, Jesse Lasky, est un producteur de Broadway à l'époque et voit le futur Grant jouer au théâtre Wintergarten à Berlin vers 1914, alors qu'il est âgé d’environ 10 ans,. Son père va le rechercher à Norwich où il devait se produire, pour mettre fin à sa fugue et le ramener à Bristol.

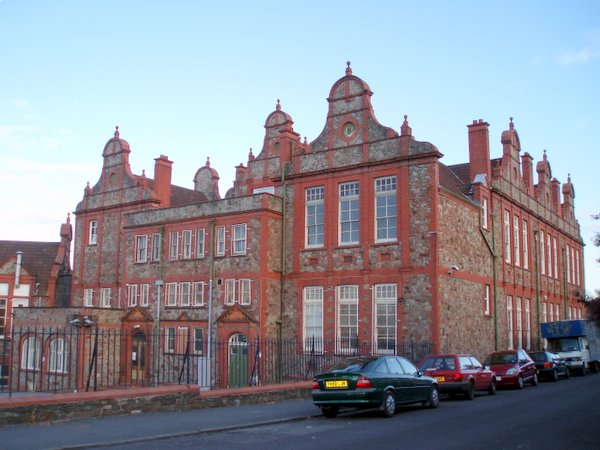
La Fairfield Grammar School de Bristol, fréquentée par le futur Cary Grant entre 1915 et 1918.

En 1915, Archibald Leach obtient une bourse pour fréquenter la Fairfield Grammar School de Bristol, bien que son père ait à peine les moyens de payer l'uniforme. L'adolescent y excelle dans les sports et ses diverses qualités le font apprécier de ses camarades. Toutefois, il a la réputation d'être dissipé et de ne pas faire ses devoirs. Il passe en effet ses soirées à traîner ou à travailler dans les coulisses des théâtres de Bristol et, à 13 ans, il est responsable de l'éclairage du magicien David Devant à l'Empire de Bristol en 1917, après qu'un électricien, enseignant à temps partiel dans son école, l'a invité à visiter les coulisses du théâtre Hippodrome de Bristol où il devait installer un tableau de distribution d'éclairage. L'été, en pleine première guerre mondiale et dans le but d’échapper au quotidien sombre de sa vie chez lui, Archibald se porte volontaire pour travailler en tant que porteur de messages et guide sur les quais de la Royal Navy à Southampton. Il tente même de s'engager comme garçon de cabine sur un bateau en partance mais est refusé en raison de son jeune âge. En 1918, il est renvoyé de la Fairfield Grammar School, probablement pour « inattention, manque de responsabilité et indiscipline » ; il rejoint alors la troupe d'acrobates de Bob Pender,. D'autres motifs ont été invoqués pour justifier son renvoi, comme le fait d’avoir été découvert dans les toilettes des filles ou d’avoir aidé deux camarades de classe à commettre un vol dans la ville voisine d'Almondsbury.
Son père valide un contrat de trois ans entre son fils et Pender, avec un salaire hebdomadaire de dix shillings et des prévisions  d’augmentation, ainsi que logement, nourriture, cours de danse et d'autres formations, jusqu'à l'âge de 18 ans,. Le jeune homme voyage avec le groupe dans le pays puis embarque sur le RMS Olympic, vers les États-Unis en 1920, pour une tournée de deux ans. Sur le paquebot, il fait la connaissance des vedettes de cinéma de l’époque Douglas Fairbanks et Mary Pickford, alors de retour de leur lune de miel.
À son arrivée, la troupe Pender joue pendant neuf mois dans l'immense salle de théâtre de l'hippodrome de New York puis se produit notamment à Saint-Louis dans le Missouri, également à Cleveland et Milwaukee. À la fin de la tournée, Archibald a 16 ans et décide de rester sur place pour poursuivre sa carrière théâtrale.
À New York, il habite brièvement à l’hôtel puis partage en 1921 à Greenwich Village à Manhattan, le logement de Orry-Kelly, le futur costumier prolifique de Hollywood,,,, et y demeure cinq années, au début vendant dans la rue des cravates peintes par Orry-Kelly ou faisant office d'escort boy pour dames,,. Dès son installation chez le costumier, il fréquente le National Vaudeville Artists (NVA) et court les castings de Broadway. À ses obsèques à Hollywood Hills, des décennies plus tard, Grant est l'un des porteurs du cercueil d’Orry-Kelly.

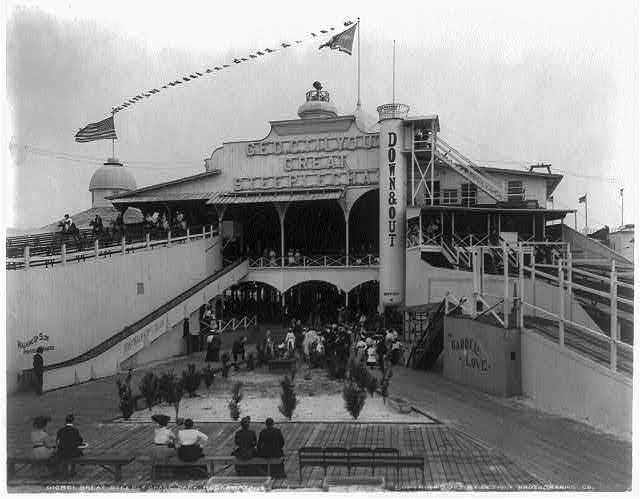
Entrée du Steeplechase Park où le futur Cary Grant a été homme-sandwich.

En juillet 1922, il joue dans un groupe appelé les « Knockabout Comedians » au Palace Theatre sur Broadway. Il forme un autre groupe le même été, appelé « The Walking Stanleys », avec plusieurs anciens membres de la troupe Pender, et participe à une émission radiophonique de variétés intitulée « Better Times » à l'hippodrome vers la fin de l'année. Il rencontre George C. Tilyou lors d'une fête, propriétaire du parc d'attractions de Steeplechase Park sur Coney Island, qui l'embauche pour y apparaître sur des échasses en homme-sandwich, vêtu d'un manteau réfléchissant et couvert d'un panneau-sandwich faisant la publicité des activités du lieu.
Grand (1,87 m), beau et athlétique, Archibald Leach trouve rapidement du travail dans des comédies musicales de Broadway, malgré un léger accent anglais de la classe moyenne qui perdure,. Encore sous son nom de naissance, il joue sur la scène de The Muny à Saint-Louis (Missouri), dans les spectacles suivants : Irene (1931) ; Music in May (1931) ; Nina Rosa (1931) ; Rio Rita (1931) ; Street Singer (1931) ; The Three Musketeers (1931) et Wonderful Night (1931).

### Carrière à Hollywood

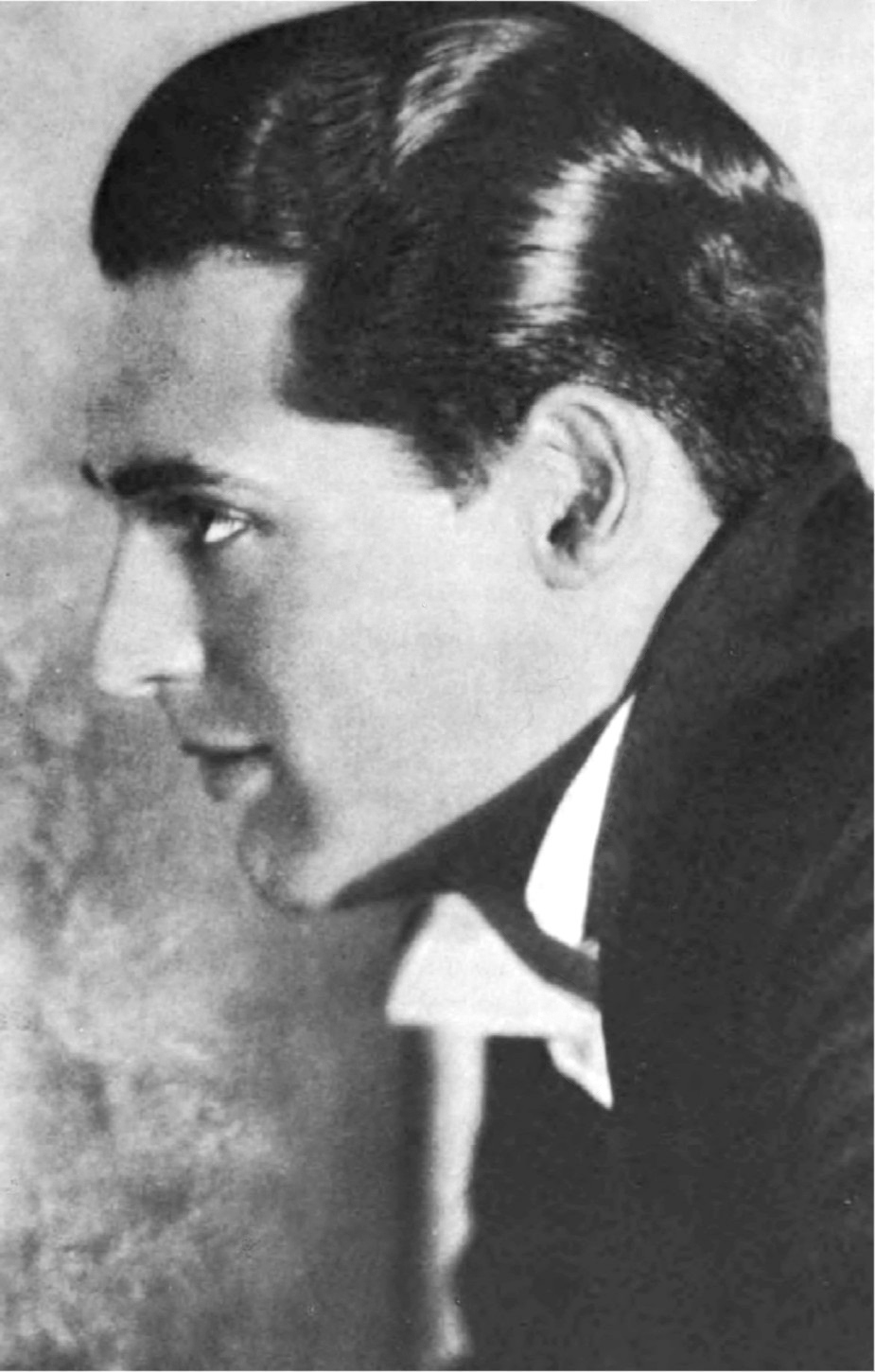
Cary Grant vers 1930.

Ayant connu le succès dans des comédies légères de Broadway, il part pour Hollywood, en 1931 à l’âge de 27 ans, où il prend le nom de Cary Lockwood : ce nom est celui de son personnage dans la pièce Nikki. Il signe un contrat avec Paramount Pictures à raison de 350 dollars par semaine mais les patrons du studio souhaitent changer son pseudonyme : le prénom convient mais le nom de Lockwood est celui d’un autre acteur. C'est en parcourant une liste de noms d'emprunt que naît Cary Grant, choisi pour ses initiales C et G qui avaient déjà porté chance à Clark Gable et Gary Cooper, déjà des grandes stars à l'époque.
Après des participations et un premier rôle face à Marlene Dietrich dans Blonde Vénus, sa célébrité survient grâce à Mae West qui le choisit pour lui donner la réplique dans deux films à grand succès Lady Lou et Je ne suis pas un ange (tous les deux de 1933). Je ne suis pas un ange s'avère être un succès très rentable, tout comme Lady Lou, nommé pour l'Oscar du meilleur film, ce qui sauve Paramount de la faillite.
Peu de temps avant de mourir d'une cirrhose, en 1935, son père lui révèle son mensonge au sujet de sa mère toujours vivante,. Cary Grant qui a alors 31 ans, la fait sortir de l'asile où elle vit depuis plus de vingt ans et l'installe à Bristol où il lui rend régulièrement visite jusqu'à la fin de ses jours — sans jamais vouloir pour autant l'installer près de lui aux États-Unis malgré ses demandes,. Dans les mois suivant la révélation au sujet de l'existence de sa mère, Cary Grant sombre dans une dépression camouflée au public sous une vague « maladie ».

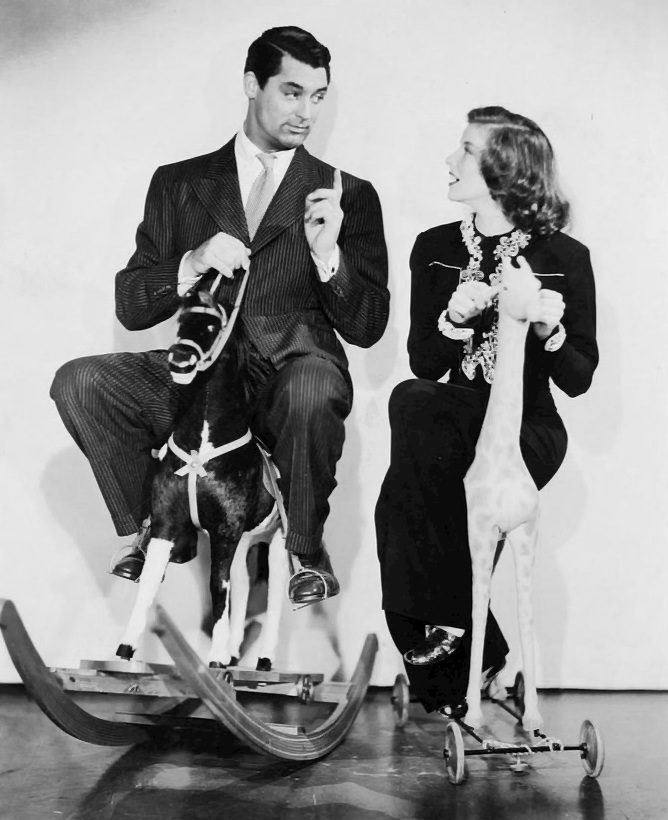
Cary Grant et Katharine Hepburn dans Holiday (1938).

En 1936, l'acteur commence à se montrer très exigeant, il ne supporte plus que la Paramount ne voie en lui qu'un sosie de Gary Cooper, aussi décide-t-il à la fin de son contrat de devenir indépendant. Il signe deux contrats notamment avec la RKO et la Columbia Pictures qui lui permettent de devenir un acteur indépendant, et c'est à ce titre qu'il devient l'égal de Gary Cooper et l'acteur de légende qu'on connaît.

Son rôle dans Cette sacrée vérité avec Irene Dunne en 1937 représente l'incarnation type du personnage de Grant à l'écran. Durant les trente années qui suivent, le Britannique Grant figure l'image romantique d'une sorte d'Américain idéal : le « Time Magazine » le décrit d'ailleurs comme « the world's most perfect male animal ».

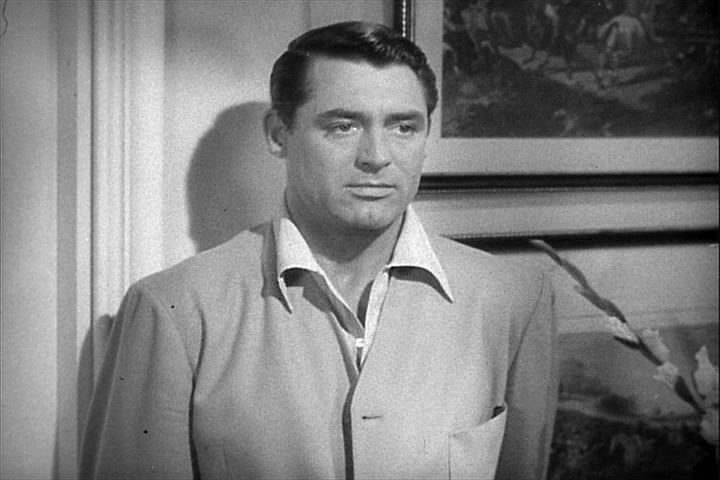
Dans Indiscrétions (1940).

Pendant la Seconde Guerre mondiale, il participe en 1942 avec d’autres stars du cinéma à la Hollywood Victory Caravan (en), une tournée en train de deux semaines à travers les États-Unis destinée à récolter des fonds pour le soutien à l'effort de guerre.
Il devient citoyen américain le 26 juin 1942 et change légalement son nom en « Cary Grant »,. Au moment de sa naturalisation, l'acteur Randolph Scott qui vit à la même adresse que lui est son témoin ; il donne son deuxième prénom comme étant « Alexander » plutôt que « Alec ». Il désamorce ainsi le scandale résultant de sa non-incorporation à l'armée britannique. Il a pourtant servi comme volontaire dans la Royal Navy dès 1940 mais à 36 ans, il a atteint la limite d'âge d'incorporation. Cela lui fait déclarer qu'il veut participer activement, même pour un poste de pompier. Mais une partie du gouvernement britannique pense qu'il serait d'une plus grande utilité en restant à Hollywood. Durant les années de guerre, il reverse l'intégralité de ses cachets aux œuvres de charité anglaises et le bruit court même qu'il travaille pour les services de renseignement de son pays, transmettant les suspicions de sympathie nazie parmi l'élite d'Hollywood. Mais ceci n'a jamais pu être prouvé, tant que les archives sur ce sujet restent classées à ce jour. En 1946, George VI l'honore de la médaille du Roi pour services rendus à la Grande-Bretagne durant les hostilités[réf. souhaitée].

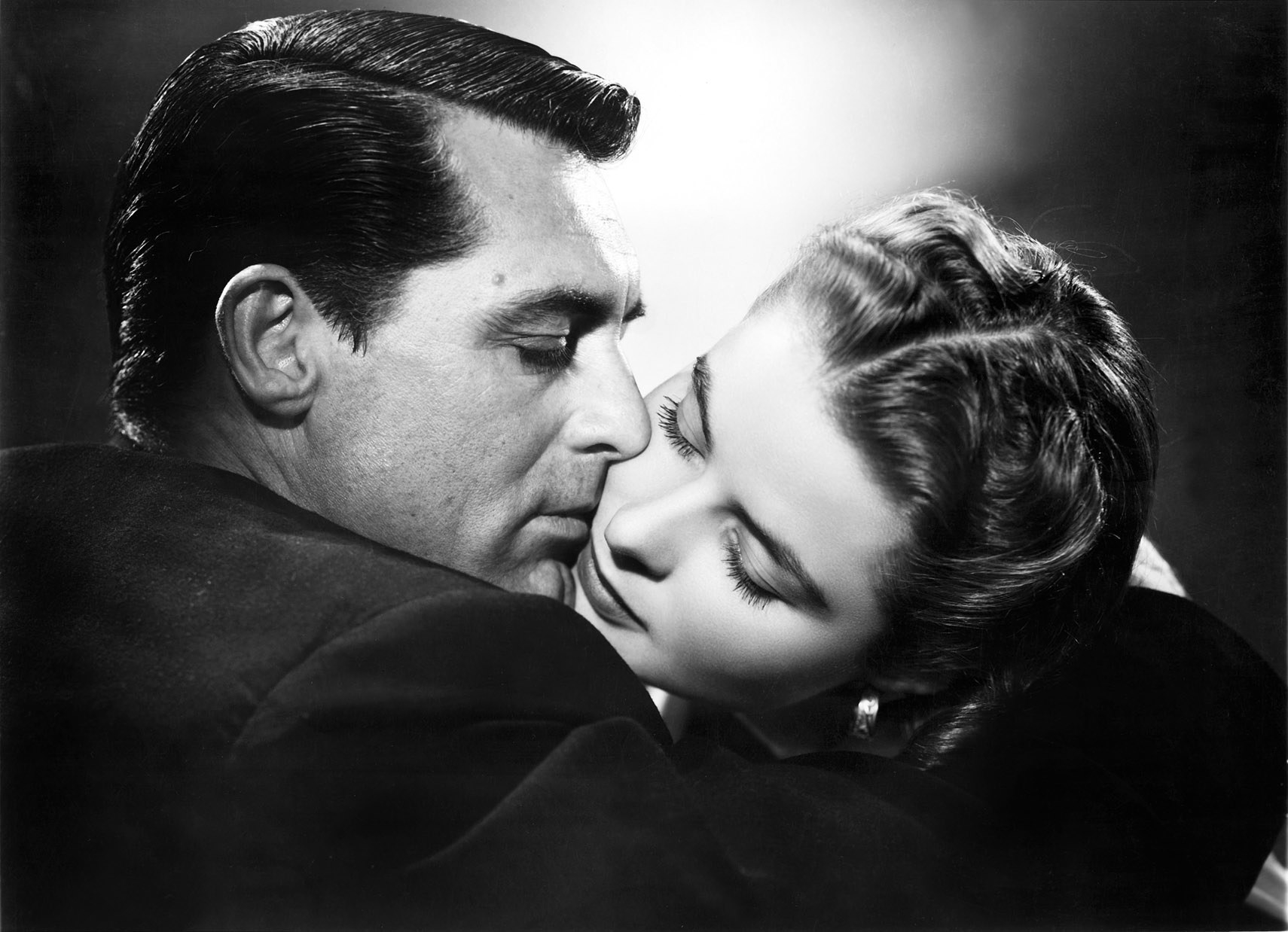
Avec Ingrid Bergman dans Les Enchaînés, lors du plus long baiser du cinéma, respectant néanmoins les règles strictes du code Hays (1946).

Cette même année, Grant aborde un rôle sentimentalo-dramatique auprès d'Ingrid Bergman dans le thriller à grand succès, Les Enchaînés, réalisé par son compatriote Hitchcock.
Il joue précédemment dans les plus célèbres comédies loufoques (screwball comédies), dont L'Impossible Monsieur Bébé avec Katharine Hepburn, La Dame du vendredi avec Rosalind Russell, Arsenic et vieilles dentelles avec Priscilla Lane, et plus tard Chérie, je me sens rajeunir avec Ginger Rogers et Marilyn Monroe.

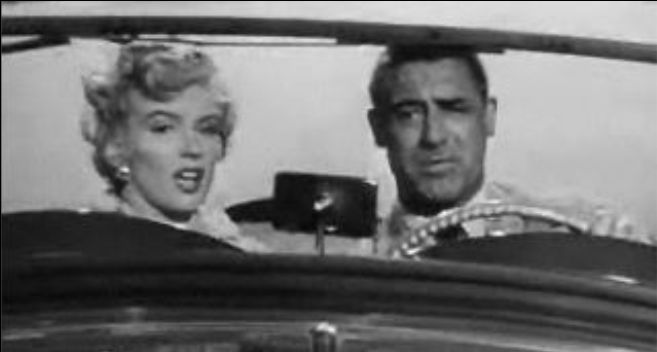
Avec Marilyn Monroe dans Chérie, je me sens rajeunir (1952).

Ces rôles solidifient sa force d'attraction, et Indiscrétions en 1940, avec Katharine Hepburn et James Stewart, démontre son stéréotype à l'écran : l'homme charmeur mais peu fiable, précédemment marié à une femme intelligente et de caractère qui, après avoir divorcé de lui, se rend compte que — malgré ses défauts — il est irrésistible.
À la fin des années 1950, son enfance douloureuse et les échecs de ses relations amoureuses le mènent à une crise existentielle. Sa femme, Betsy Drake, lui fait découvrir la psychanalyse et la thérapie en vogue à Hollywood, à base de LSD. Il raconta comment un traitement à base de cette drogue hallucinogène – légale à l'époque – dans la prestigieuse clinique californienne du docteur Mortimer Hartman, lui apporta la paix intérieure que le yoga, l'hypnose et le mysticisme n'avaient pu lui procurer,,. Il revient plus tard sur ces propos laudatifs qu'il regrette. Cette thérapie lui permet cependant de comprendre la réitération des difficultés rencontrées lors de ses différents mariages.
L'acteur s'affirme comme une valeur sûre du box-office pendant plusieurs décennies. Polyvalent, il peut jouer des rôles physiques comme dans Gunga Din avec le savoir-faire acquis sur la scène. Howard Hawks dit de lui qu'il était « de si loin le meilleur qu'aucun ne pouvait se comparer à lui ». L'auteur britannique Ian Fleming s'inspire de lui pour créer son personnage de James Bond, rôle qu'Albert R. Broccoli lui propose en 1961 mais qu'il refuse parce qu'à 57 ans, il se sent trop vieux pour incarner le célèbre agent secret, d'autant plus que le contrat prévoyait cinq films.

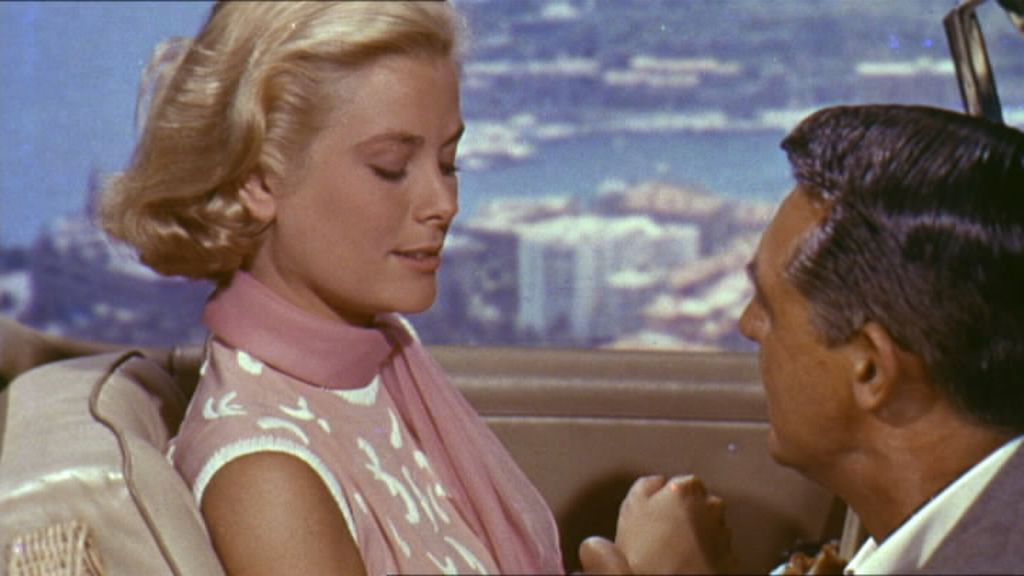
Avec Grace Kelly dans La Main au collet (1955).

Il tourne dans plusieurs films d'Alfred Hitchcock qui, bien connu pour ne pas aimer les acteurs, dit de lui « qu'il était le seul acteur qu'il ait jamais aimé de toute sa vie ». Grant apparaît ainsi dans de grands classiques du maître du suspense : Soupçons, Les Enchaînés, La Main au collet et La Mort aux trousses. Hitchcock réussit à sortir Cary Grant de la comédie pour le tirer vers des rôles plus noirs et ambigus, montrant ainsi une palette plus étendue de son talent. Le biographe Patrick McGilligan a écrit qu'en 1965, Hitchcock proposa à Grant de jouer dans Le Rideau déchiré mais celui-ci avait décidé de se retirer après son dernier film, Rien ne sert de courir (1966) ; Paul Newman prit son rôle face à Julie Andrews.

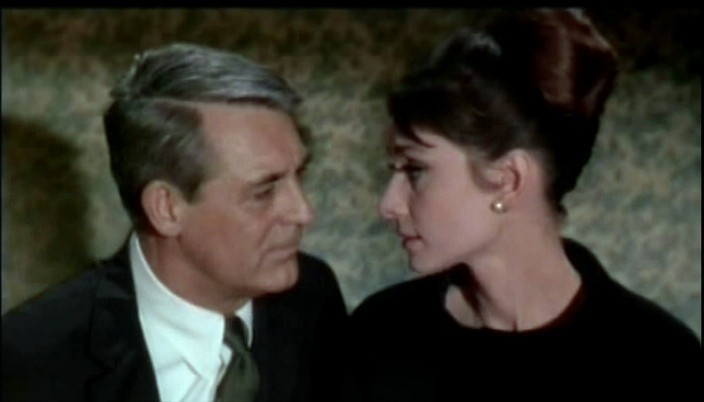
Avec Audrey Hepburn dans Charade (1963).

Au milieu des années 1950, il crée sa propre maison de production, Grantley Productions, et produit plusieurs films distribués par Universal, tels Opération jupons, Indiscret, Un soupçon de vison (avec Doris Day), et Grand méchant loup appelle. En 1963, il joue aux côtés d'Audrey Hepburn dans Charade.
Grant est perçu comme un électron libre du fait qu'il s'avère être le premier acteur « indépendant », à contre-courant de l'ancien système des studios, qui décidaient des évolutions de leurs acteurs. Il peut ainsi avoir le contrôle de chaque aspect de sa carrière. Il décide quels films tourner et s'implique dans le choix du réalisateur et de ses partenaires et négocie même parfois un pourcentage sur les bénéfices, un privilège rare à l'époque mais désormais courant parmi les grandes stars.
Il est nommé deux fois aux Oscars dans les années 1940 mais, étant l'un des premiers acteurs indépendants des grands studios, il ne l'obtient pas durant ses années d'activité. Ce n'est qu'en 1970 que l'Académie lui remet un Oscar d'honneur pour sa carrière. En 1981, il reçoit les honneurs du Kennedy Center.

### Retraite et fin de vie

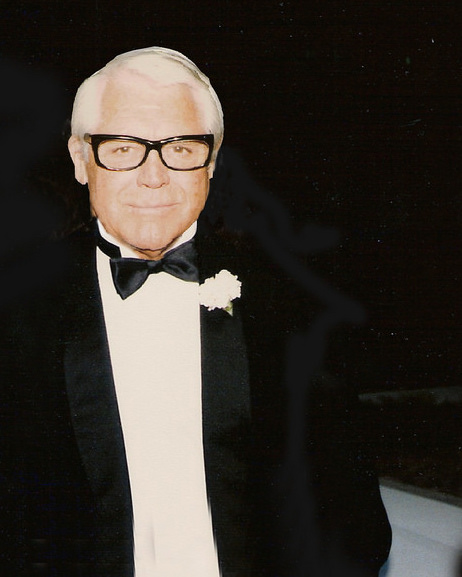
Cary Grant à une soirée au bénéfice des enfants diabétiques à Denver (années 1980).

Éloigné des écrans, l'acteur reste néanmoins actif. À la fin des années 1960, Cary Grant accepte un poste au comité de direction de Fabergé. Une fonction qu'il assume pleinement en assistant aux assemblées et faisant de la promotion, conscient que sa présence lors du lancement d'un nouveau produit peut lui garantir le succès.

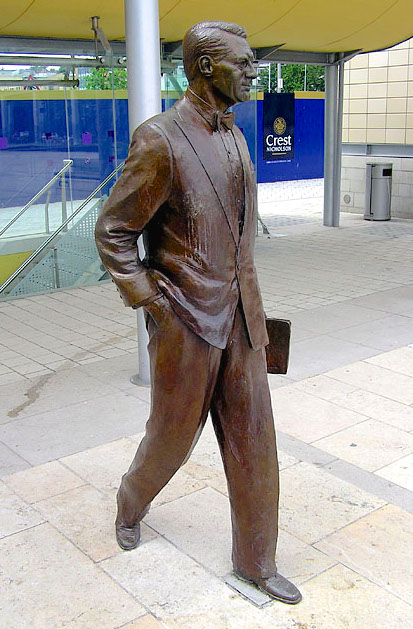
Statue de Cary Grant au Millennium Square de Bristol.

À la fin de sa vie, il fait des tournées aux États-Unis appelées « A Conversation with Cary Grant » au cours desquelles sont projetés des extraits de ses films suivis de débats avec le public.
Dans l'après-midi du 29 novembre 1986, alors que l'acteur fait une répétition pour une représentation à l'Adler Theater à Davenport dans l'Iowa, il est victime d'un accident vasculaire cérébral. Conduit à son hôtel et encore conscient, il refuse sur le moment d'être transporté à l'hôpital. Il meurt dans la nuit au St. Luke's Hospital à l'âge de 82 ans. Son corps est ramené en Californie où il est incinéré et ses cendres, dispersées dans l’Océan Pacifique et au-dessus de sa maison,.
Dans sa ville natale de Bristol, une statue en bronze grandeur nature à son effigie est dévoilée par sa veuve Barbara Jaynes en 2001, en souvenir de l'artiste de vaudeville devenu l'une des idoles les plus appréciées de Hollywood et qui figure régulièrement dans le top cinq des « stars de cinéma préférées de tous les temps » par l'American Film Institute,.

### Vie privée

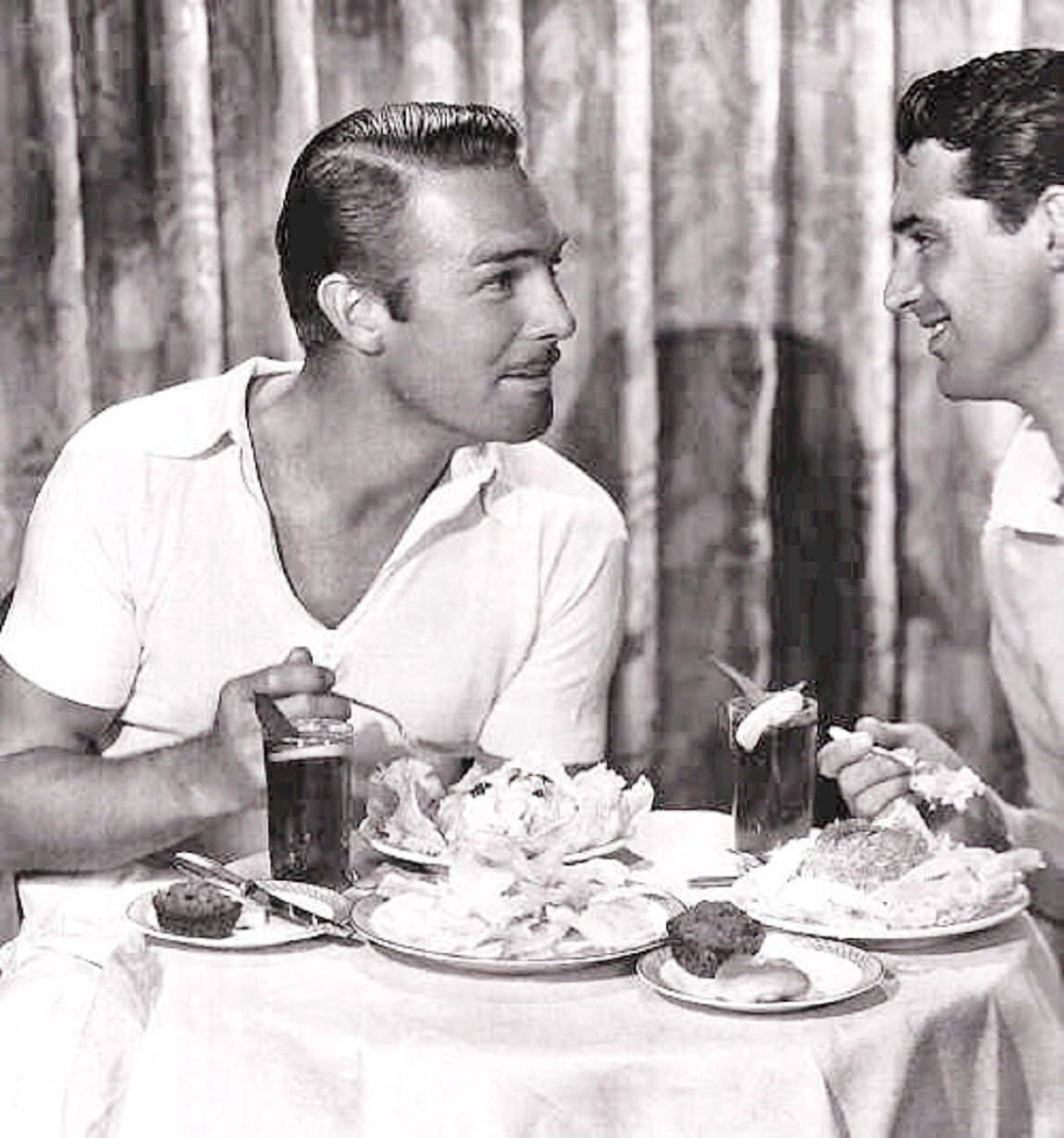
Randolph Scott et Cary Grant, octobre 1933.

La vie privée de Cary Grant fut agitée, comprenant notamment cinq mariages. L'acteur vécut également pendant douze ans par intermittence avec l'acteur Randolph Scott qu'il rencontre en 1932 dans les studios Paramount durant le tournage de Hot Saturday et avec qui, pour économiser leurs salaires encore modestes, selon un biographe, il emménage dans une maison à Malibu, 2177 W. Live Oak Drive, dans le quartier de Los Feliz à Los Angeles, qui est surnommé le Bachelor Hall, soit « la maison des célibataires ». Une série de photographies publicitaires prises en 1933 des deux acteurs chez eux et sur la plage soulève des rumeurs. Après plusieurs de ses divorces, Grant retourne vivre avec Scott. Au mariage de Grant avec Virginia Cherill, en 1934, la mariée s'installe à Bachelor Hall auprès de son mari et de Scott mais au mariage de Scott avec Patricia Stillman en 1944, les deux acteurs décident de vivre séparément et restent proches toute leur vie.
Cette relation attise des rumeurs concernant l'orientation sexuelle des deux hommes, alors que Hollywood réprimait ce genre de comportement (code Hays),,,. Dans ses mémoires, le journaliste de mode Richard Blackwell, qui a vécu quelques mois auprès de Grant et Scott, les décrit comme « profondément, follement amoureux ». Aussi, le documentaire de 2016, intitulé « Women He Undressed », et basé sur les mémoires jamais publiés du célèbre costumier Orry-Kelly, ne laisse aucun doute sur la relation que ce dernier avait entretenue dans les années 1920 avec Cary Grant quand ils vivaient ensemble à Manhattan. Toutefois, Christopher, le fils adoptif de Scott, dément ces rumeurs ; le réalisateur Budd Boetticher, qui a dirigé Scott dans sept films entre 1956 et 1960, les qualifie de « foutaises » ; le biographe de Scott, Robert Nott, soutient aussi qu'il n'y a aucune preuve que Grant et Scott aient été homosexuels et blâme les témoignages écrits à leur sujet. La fille de Grant, Jennifer, nie également, en précisant que son père « appréciait quand les gens disaient qu'il était gay, affirmant que cela "donnait envie aux femmes de prouver que cette affirmation était fausse" ». Toutefois, quand en 1980, Cary Grant se voit traité de « gay » et de « fille » par Chevy Chase à la télévision, il le poursuit en justice pour calomnie et gagne son procès,,.

#### Mariages

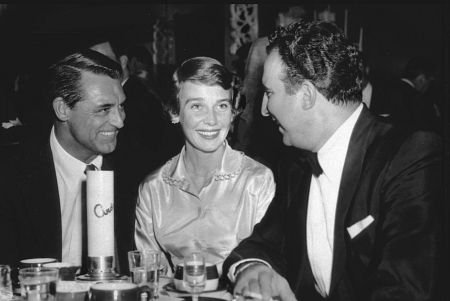
Cary Grant et sa troisième épouse Betsy Drake avec le chef d'orchestre et saxophoniste Dick Stabile en 1955.

- La première épouse de Cary Grant, Virginia Cherrill, l'héroïne des Lumières de la ville de Charlie Chaplin, divorce le 26 mars 1935 au motif de violences conjugales. Ils étaient mariés depuis le 10 février 1934.
- En 1942, il épouse la très riche et mondaine Barbara Hutton et devient une figure paternelle pour son fils, Lance Reventlow qui est mort dans un accident d'avion en 1972. Le couple est ironiquement surnommé « Cash and Cary », même si dans un accord prénuptial, l'acteur refusait tout arrangement financier en cas de divorce. Celui-ci survint en 1945, mais les ex-époux restèrent amis tout au long de leur vie. Grant a toujours réfuté l'accusation d'un mariage d'argent. Il a dit avec son humour typique : « Je peux m'être marié pour de très bonnes raisons, mais l'argent n'a jamais été l'une d'elles. »
- Sa troisième femme est l'actrice Betsy Drake qu'il épouse le 25 décembre 1949. Ils partagent l'affiche de deux films. Ce mariage, qui s'avère le plus durable, s'achève le 14 août 1962.
- Le 22 juillet 1965, l'acteur se marie en quatrièmes noces à Las Vegas avec l'actrice Dyan Cannon, de trente-trois ans sa cadette. Le mariage est suivi de la naissance prématurée de son unique enfant, Jennifer Grant, le 26 février 1966 alors que l'acteur est âgé de 62 ans. Il appelle souvent sa fille « ma meilleure production » et regrette de n'avoir pas eu d'enfant plus tôt. Mais ce mariage a du plomb dans l'aile dès le début et Cannon quitte Grant en décembre 1966, déclarant que ce dernier fait souvent état de rages soudaines et la bat quand elle lui « désobéissait ». Le divorce, prononcé en 1968, est âpre et public, et la bataille pour la garde de leur fille dure dix ans.
- Le 11 avril 1981, il épouse Barbara Harris, une agent chargée de relations publiques hôtelières britannique, qui a quarante-sept ans de moins que lui. Ses amis remarquent que Grant semble enfin heureux auprès d'elle[78]. Elle reste à ses côtés jusqu'à sa mort[47] en 1986.

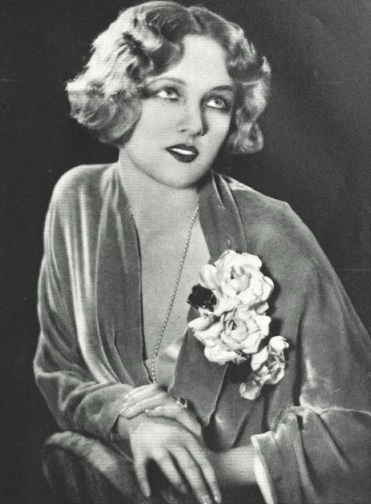
Virginia Cherrill, sa première épouse, ici en 1929.
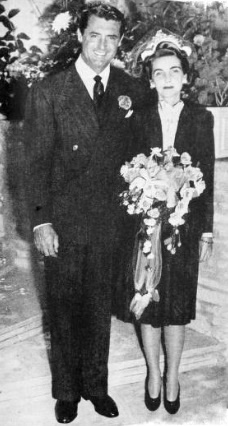
Mariage de Cary Grant et Barbara Hutton (1942).
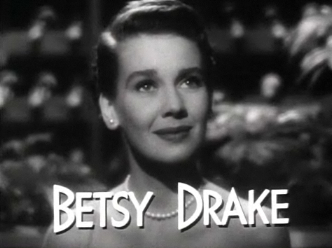
Betsy Drake en 1948, sa troisième épouse.
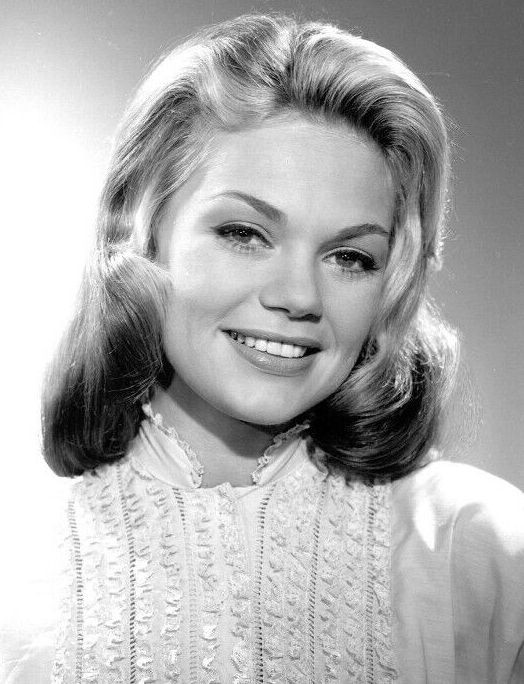
Dyan Cannon, sa quatrième épouse (années 1950).

## Filmographie

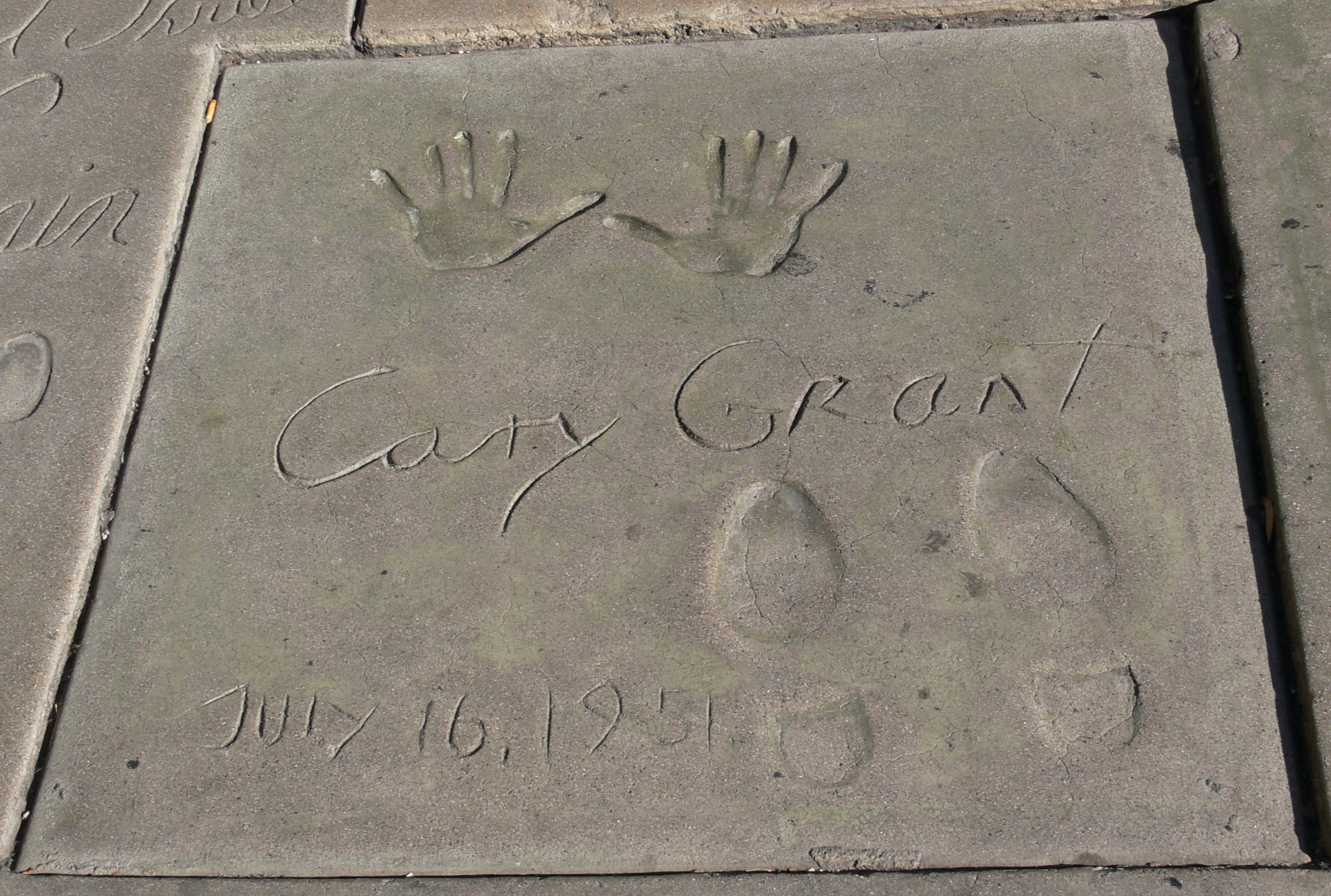
Empreintes de Cary Grant sur le parvis du Grauman's Chinese Theatre à Hollywood.

### Années 1930
- 1932 : La Belle Nuit (This Is the Night) de Frank Tuttle : Stephen
- 1932 : Sinners in the Sun d'Alexander Hall : Ridgeway
- 1932 : Singapore Sue de Casey Robinson : premier marin
- 1932 : Merrily We Go to Hell de Dorothy Arzner : Charlie Baxter 'DeBrion
- 1932 : Le Démon du sous-marin (Devil and the Deep) de Marion Gering : Lieutenant Jaeckel
- 1932 : Blonde Vénus (Blonde Venus) de Josef von Sternberg : Nick Townsend
- 1932 : Hot Saturday de William A. Seiter : Romer Sheffield
- 1932 : Madame Butterfly de Marion Gering : Lieutenant B.F. Pinkerton
- 1933 : Lady Lou (She Done Him Wrong) de Lowell Sherman : Capt. Cummings
- 1933 : Celle qu'on accuse (The Woman Accused) de Paul Sloane : Jeffrey Baxter
- 1933 : L'Aigle et le Vautour (The Eagle and the Hawk) de Stuart Walker : Henry Crocker
- 1933 : Le Bateau-tripot (Gambling Ship) de Louis Gasnier et Max Marcin : Ace Corbin
- 1933 : Je ne suis pas un ange (I'm No Angel) de Wesley Ruggles : Jack Clayton
- 1933 : Alice au pays des merveilles (Alice in Wonderland) de Norman Z. McLeod : la Simili-tortue
- 1934 : Princesse par intérim (Thirty Day Princess) de Marion Gering : Porter Madison III
- 1934 : Born to Be Bad de Lowell Sherman : Malcolm 'Mal' Trevor
- 1934 : Kiss and Make Up d'Harlan Thompson : Dr Maurice Loman
- 1934 : La Demoiselle du téléphone (Ladies Should Listen) de Frank Tuttle : Julian De Lussac
- 1934 : Caprice de femmes (Enter Madame) d'Elliott Nugent : Gerald Fitzgerald
- 1935 : Les Ailes dans l'ombre (Wings in the Dark) de James Flood : Ken Gordon
- 1935 : Intelligence Service (The Last Outpost) de Charles Barton et Louis Gasnier : Michael Andrews
- 1935 : Pirate Party on Catalina Isle (court métrage, non crédité) : lui-même
- 1935 : Sylvia Scarlett de George Cukor : Jimmy Monkley
- 1936 : Empreintes digitales (Big Brown Eyes) de Raoul Walsh : Danny Barr
- 1936 : Suzy de George Fitzmaurice : Capitaine Andre Charville
- 1936 : La Chasse aux millions (The Amazing Quest of Ernest Bliss) d'Alfred Zeisler : Ernest Bliss
- 1936 : Bonne Blague (Wedding Present) de Richard Wallace : Charlie
- 1937 : Le Cœur en fête (When You're in Love) de Robert Riskin : Jimmy Hudson
- 1937 : Le Couple invisible (Topper) de Norman Z. McLeod : George Kerby
- 1937 : L'Or et la Chair (The Toast of New York) de Rowland V. Lee : Nicholas 'Nick' Boyd
- 1937 : Cette sacrée vérité (The Awful Truth) de Leo McCarey : Jerry Warriner
- 1938 : L'Impossible monsieur Bébé (Bringing Up Baby) d'Howard Hawks : Dr David Huxley
- 1938 : Vacances (Holiday) de George Cukor : John Johnny Case
- 1939 : Gunga Din de George Stevens : Sgt. Archibald Cutter
- 1939 : Seuls les anges ont des ailes (Only Angels Have Wings) d'Howard Hawks : Geoff Carter
- 1939 : L'Autre (In Name Only) de John Cromwell : Alec Walker
- 1939 : Fantômes en croisière (Topper Takes a Trip) de Norman Z. McLeod : George Kerby

### Années 1940

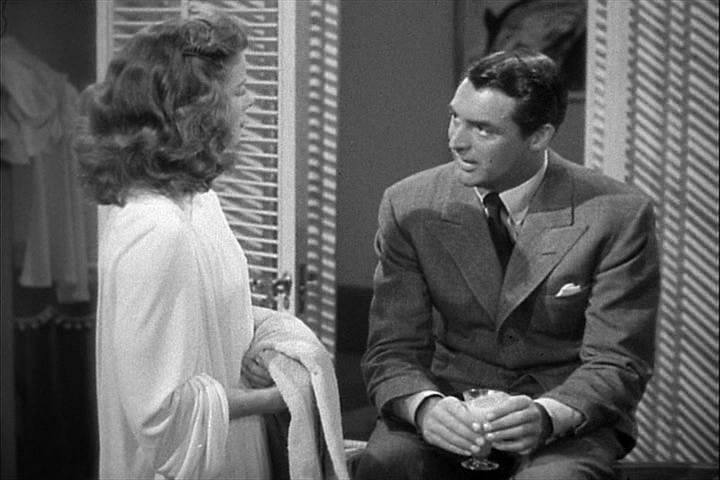
Avec Katharine Hepburn dans Indiscrétions (1940).

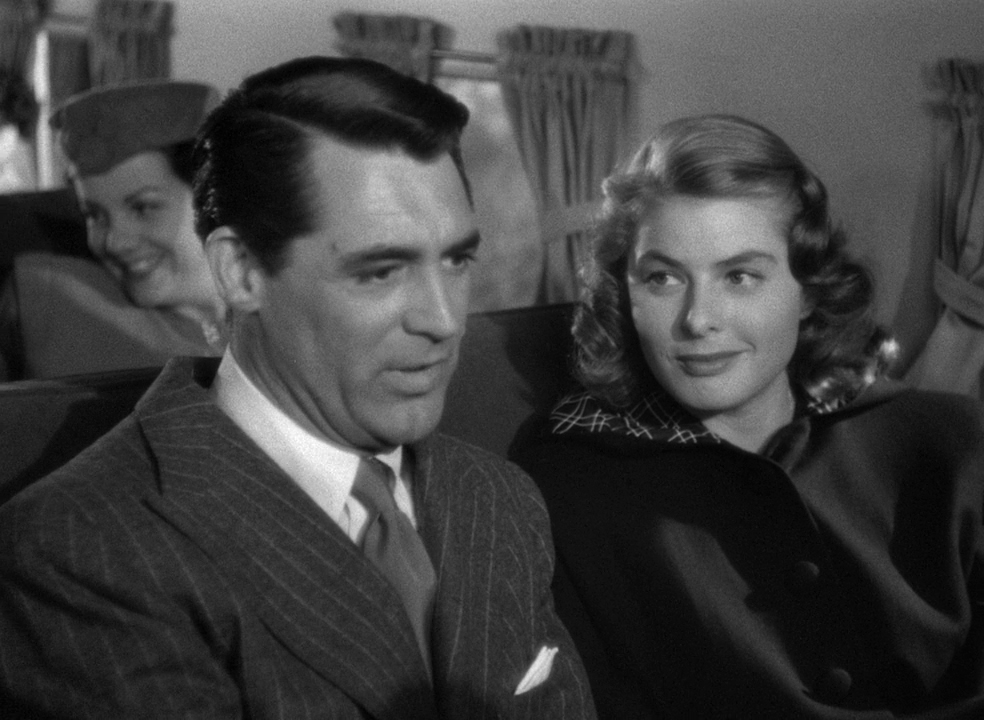
Avec Ingrid Bergman dans Les Enchaînés (1946).

- 1940 : La Dame du vendredi (His Girl Friday) d'Howard Hawks : Walter Burns
- 1940 : Mon épouse favorite (My Favorite Wife) de Garson Kanin : Nick Arden
- 1940 : Howard le révolté (The Howards of Virginia) de Frank Lloyd : Matt Howard
- 1940 : Indiscrétions (The Philadelphia Story) de George Cukor : C. K. Dexter Haven
- 1941 : La Chanson du passé (Penny Serenade) de George Stevens : Roger Adams
- 1941 : Soupçons (Suspicion) d'Alfred Hitchcock : Johnnie Aysgarth
- 1942 : La Justice des hommes (The Talk of the Town) de George Stevens : Leopold Dilg - Joseph
- 1942 : Lune de miel mouvementée (Once Upon a Honeymoon) de Leo McCarey : Patrick 'Pat' O'Toole
- 1943 : Pile ou Face (Mister Lucky) de H.C. Potter : Joe Adams alias Joe Bascopolous
- 1943 : Destination Tokyo de Delmer Daves : Capt. Cassidy
- 1944 : Étrange Histoire (Once Upon a Time) d'Alexander Hall : Jerry Flynn
- 1944 : Rien qu'un cœur solitaire (None But the Lonely Heart) de Clifford Odets : Ernie Mott
- 1944 : Arsenic et vieilles dentelles (Arsenic and Old Lace) de Frank Capra : Mortimer Brewster
- 1946 : Sans réserve (Without Reservations) de Mervyn LeRoy : lui-même
- 1946 : Nuit et Jour (Night and Day) de Michael Curtiz : Cole Porter
- 1946 : Les Enchaînés (Notorious) d'Alfred Hitchcock : T.R. Devlin
- 1947 : Deux sœurs vivaient en paix (The Bachelor and the Bobby-Soxer) d'Irving Reis : Richard Nugent
- 1947 : Honni soit qui mal y pense (The Bishop's Wife) d'Henry Koster : Dudley
- 1948 : Un million clé en main (Mr. Blandings Builds His Dream House) d'Henry C. Potter : Jim Blandings
- 1948 : La Course aux maris (Every Girl Should Be Married) de Don Hartman : Dr Madison W. Brown
- 1949 : Allez coucher ailleurs (I Was a Male War Bride) d'Howard Hawks : Capt. Henri Rochard

### Années 1950 et 1960

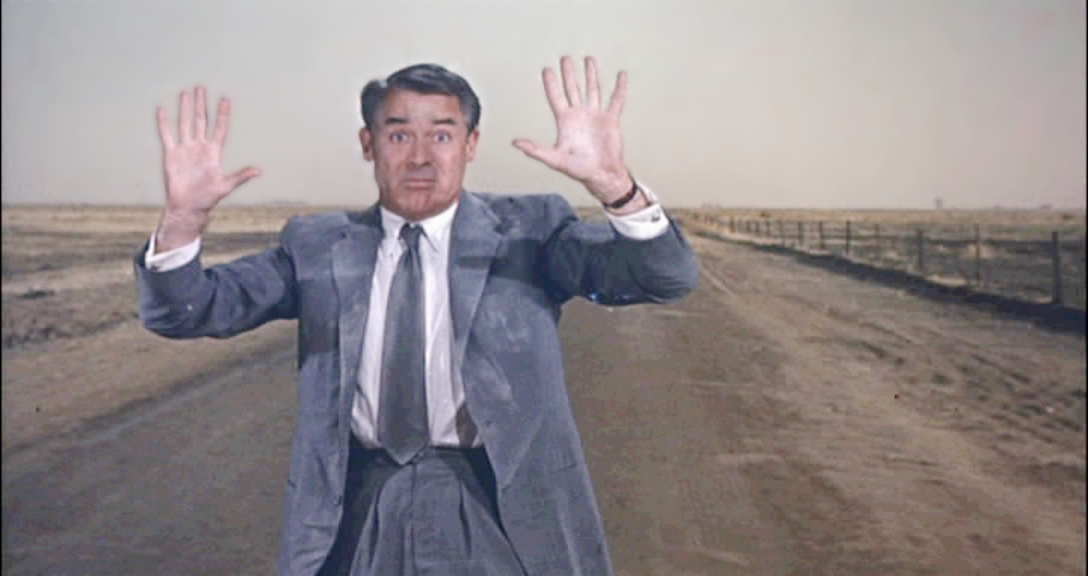
Dans La Mort aux trousses (1959).

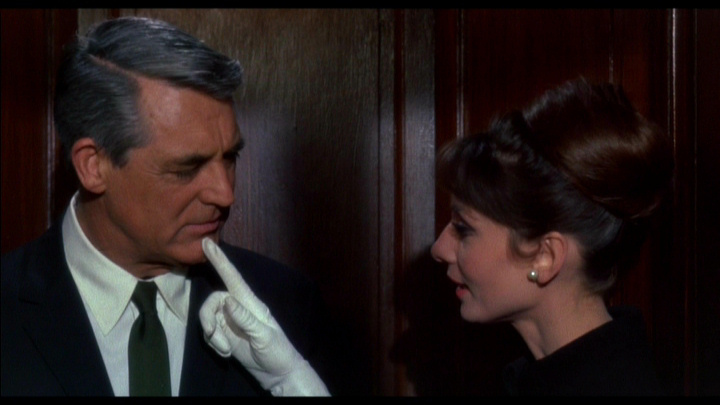
Avec Audrey Hepburn dans Charade (1963).

- 1950 : Cas de conscience (Crisis) de Richard Brooks : Dr Eugene Norland Ferguson
- 1951 : On murmure dans la ville (People Will Talk) de Joseph L. Mankiewicz : Dr Noah Praetorius
- 1952 : Cette sacrée famille (Room for One More) de Norman Taurog : George « Poppy » Rose
- 1952 : Chérie, je me sens rajeunir (Monkey Business) d'Howard Hawks : Dr Barnaby Fulton
- 1953 : La Femme rêvée (Dream Wife) de Sidney Sheldon : Clemson Reade
- 1955 : La Main au collet (To Catch a Thief) d'Alfred Hitchcock : John Robie (Georges Robert en français)
- 1957 : Elle et lui (An Affair to Remember) de Leo McCarey : Nickie Ferrante
- 1957 : Orgueil et Passion (The Pride and the Passion) de Stanley Kramer : Anthony
- 1957 : Embrasse-la pour moi (Kiss Them for Me) de Stanley Donen : Commodore Andy Crewson
- 1958 : Indiscret (Indiscreet) de Stanley Donen : Philip Adams
- 1958 : La Péniche du bonheur (Houseboat) de Melville Shavelson : Tom Winters
- 1959 : La Mort aux trousses (North by Northwest) d'Alfred Hitchcock : Roger O. Thornhill
- 1959 : Opération Jupons (Operation Petticoat) de Blake Edwards : Lieutenant Commander Matt T. Sherman
- 1960 : Ailleurs l'herbe est plus verte (The Grass Is Greener) de Stanley Donen : Victor Rhyall
- 1962 : Un soupçon de vison (That Touch of Mink) de Delbert Mann : Philip Shayne
- 1963 : Charade de Stanley Donen : Peter Joshua
- 1964 : Grand méchant loup appelle (Father Goose) de Ralph Nelson : Walter Christopher Eckland
- 1966 : Rien ne sert de courir (Walk Don't Run) de Charles Walters : Sir William Rutland

## Voix françaises
- Jean Davy dans :
  - Intelligence Service
  - Gunga Din
  - Nuit et Jour
  - Allez coucher ailleurs
  - La Main au collet
  - Orgueil et Passion
  - La Péniche du bonheur
  - Opération Jupons
- Maurice Dorléac dans :
  - Ailleurs l'herbe est plus verte
  - Un soupçon de vison
  - Charade
  - Grand méchant loup appelle
- Jean-Louis Faure dans : (les seconds doublages)
  - Sylvia Scarlett
  - L'Impossible Monsieur Bébé
  - Vacances
- Marc Valbel dans :
  - Seuls les anges ont des ailes
  - La Justice des hommes
  - Les Enchaînés
- Roger Tréville dans :
  - Deux sœurs vivaient en paix
  - Chérie, je me sens rajeunir
  - Elle et lui
- Paul Lalloz dans :
  - Blonde Vénus
  - Madame Butterfly
- Michel Gudin dans :
  - Mon épouse favorite
  - Soupçons
- Michel Roux dans :
  - La Femme rêvée
  - La Mort aux trousses

et aussi
- René Fleur dans Lady Lou
- Jacques Erwin dans Le Couple invisible
- Jean Chevrier dans L'Impossible Monsieur Bébé (1er doublage)
- Abel Molisnier dans L'Autre
- François Richard dans Arsenic et vieilles dentelles
- Jean Marchat dans Honni soit qui mal y pense
- Jean Roche dans Honni soit qui mal y pense (scènes supplémentaires)
- Daniel Lecourtois dans Un million clé en main
- Jean Martinelli dans On murmure dans la ville
- Jean-Claude Michel dans Rien ne sert de courir
- Guy Chapellier dans Les cadavres ne portent pas de costard (images d'archives)

### Documentaire
- Cary Grant, de l’autre côté du miroir (2017), réalisé par Mark Kidel, 1 h 25 m. ISAN 0000-0004-1AE3-0000-V-0000-0000-I.